# Geranium farreri
Geranium farreri är en näveväxtart som beskrevs av Otto Stapf. Geranium farreri ingår i släktet nävor, och familjen näveväxter. Inga underarter finns listade i Catalogue of Life.